# Дракулич
Дракулич (серб. Дракулић / Drakulić) — село в общине Баня-Лука Республики Сербской Боснии и Герцеговины. Население составляет 1299 человек по переписи 2013 года.
Село печально известно тем, что в нём 7 февраля 1942 хорватскими фашистами была устроена резня, в ходе которой было убито более 2 тысяч сербов.

## Население

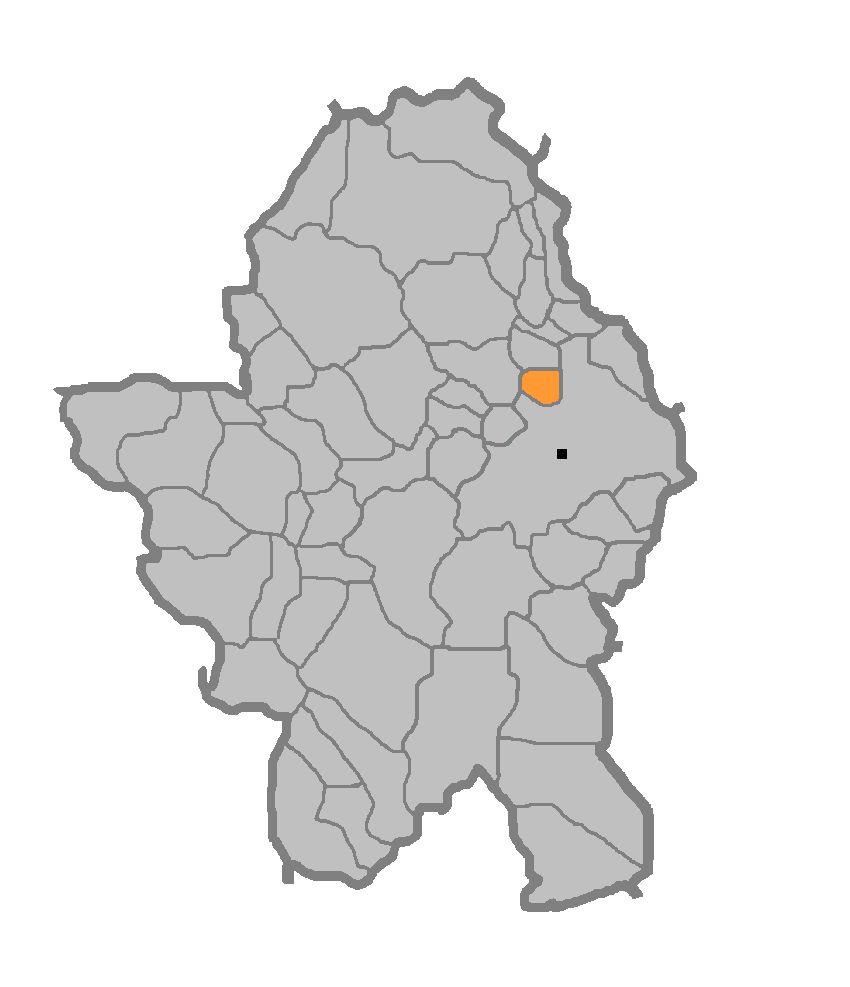
Дракулич и его территория на карте общины Баня-Лука

Первая перепись населения в Дракуличе состоялась ещё в 1885 году: в селе насчитывалось 36 семей и 254 жителя, из них 243 православных и 11 католиков. Упоминаются следующие фамилии проживавших: Гламочанин, Митрович, Станкович, Курузович, Пилягич, Бркович и Стиякович. В 1948 году состоялась первая перепись населения в СФРЮ, показавшая, что в Дракуличе проживали 1788 хорватов и 335 сербов (с учётом иных национальностей всего 2161 человек).

## История
Первое упоминание о селе восходит к 1885 году, когда в Австро-Венгрии проводилась перепись населения.
7 февраля 1942 в селе Дракулич и его окрестностях (Шарговац, Мотике и шахта Раковац) прогремела трагедия: хорватские усташи ворвались в село, начав убивать женщин и детей сербской национальности. От рук усташей в тот день погибли как минимум 2300 сербов (преимущественно женщины, дети и старики). Руководили расправой монах-францисканец Мирослав Филипович и капитан хорватского домобранства Йосип Мишлов.
В 1965 году югославские власти установили памятник в виде пятиконечной звезды с надписью «Жертвам фашистского террора», однако на памятнике было написано, что жертвами стали 1400 человек (национальность жертв или исполнителей не была указана). В 1991 году памятник был освящён: была установлена новая мемориальная доска, на которой было написано более точное число жертв (более 2300 человек) и упомянуто, что это совершили усташи. Звезду заменили православным крестом. В том же году 7 февраля состоялась панихида по всем погибшим в тот день.

## Культура
Помимо памятника жертвам резни, в Дракуличе есть Памятный храм Святого великомученика Георгия, посвящённый погибшим. Его строительство началось в 1988 году, а через год храм освятили.